# Список локомотивов-памятников Вологды
В данном списке представлены локомотивы-памятники, установленные на вечную стоянку в городе Вологде.В таблице содержится информация о типе локомотива, времени и месте его установки.
| № п/п | Локомотив-памятник                                     | Год установки  | Место установки      | Комментарий | Фото |
| ----- | ------------------------------------------------------ | -------------- | -------------------- | --- | ---- |
| 1     | Паровоз Эм 725-40                                      | 1981           | ул. Товарная, 8      | Установлен в ознаменование 75-летия Вологодского вагоноремонтного завода |      |
| 2     | Паровоз СО18-3100                                      | 1995           | ул. Можайского, 15   | Установлен к 50-летию Победы в Великой Отечественной войне: «В честь трудовых подвигов вологодских железнодорожников в 1941—1945 годах». Паровоз передан Харьковским заводом бригаде старшего машиниста В. И. Болонина        |      |
| 3     | Паровоз Л-4718                                         | 2007           | Московское шоссе, 30 | Установлен в честь 170-летия железных дорог России, как дань уважения к заслугам тружеников-паровозов способствовавших экономическому прогрессу страны, а также к заслугам всех работников-ветеранов Северной железной дороги |      |
| 4—6   | Паровоз ЛВ-0197 Тепловоз 2ТЭ10В-3491 Тепловоз ЧМЭ3-713 | 2008 2009 2009 | ул. Можайского, 10   | Локомотивы установлены на открытой площадке, как часть экспозиции музея Локомотивного депо Вологда |      |